# Ladeania
Ladeania, biljni rod iz porodice mahunarki raširen po zapadnim i središnjim dijelovima SAD-a. 

## Vrste
Pripadaju mu dvije vrste trajnica:
1. Ladeania juncea (Eastw.) Reveal & A.N.Egan
2. Ladeania lanceolata (Pursh) Reveal & A.N.Egan